# أيومو موراسي
أيومو موراسي (村瀬歩 موراسي أيومو) هو مؤدي أصوات ياباني ولد في 14 ديسمبر 1988 في الولايات المتحدة الأمريكية.

## أدواره في الأنمي

### مسلسلات أنمي تلفزيونية
- هايكيو!! - شويو هيناتا
- هايكيو!! الموسم الثاني - شويو هيناتا
- هايكيو!! ثانوية كاراسونو في مواجهة أكاديمية شيراتوريزاوا - شويو هيناتا
- هايكيو!! TO THE TOP - شويو هيناتا
- غاتشامان كراودز - روي نينوميا
- غاتشامان كراودز إنسايت - روي نينوميا
- سورد آرت أونلاين - ريكون/شينيتشي ناغاتا
- فايري تايل - أوؤسكي
- تشايكا أميرة التابوت - غي
- تشايكا أميرة التابوت AVENGING BATTLE - غي
- M3 الفولاذ الأسود - هيتو إيساكو
- نوراغامي - مانابو أوغيوارا
- نوراغامي ARAGOTO - مانابو أوغيوارا
- التلميذ المتخلف في ثانوية السحر - شينكورو كيتشيجوجي
- الملعقة الفضية - إيشياما
- أبولو على المنحدر - شيغيتورا ماروؤو
- من الغد الهادئ - جون مينيغيشي
- فتاة الذئب والأمير الأسود - يو كوساكابي
- الوحوش الطفيلية: ثوابت النجاة - جو
- كايتو جوكر - جوكر، جاك جونز
- شو باي روك!! - ريكو
- شو باي روك!!# - ريكو
- دورارارا!! ×2 المقدمة - نيكو
- دورارارا!! ×2 المنتصف - نيكو
- دورارارا!! ×2 الخاتمة - نيكو
- فصل الاغتيال - يوجي نوريتا
- هندباء بلدة القلعة - هاروكا ساكورادا
- غانغستا - ووليس أركانجيلو
- أوشيو و تورا - بالداندرز
- كونكريت ريفولوتيو: فنتازيا الخوارق - يوميهيكو أوتوناشي
- كونكريت ريفولوتيو: فنتازيا الخوارق THE LAST SONG - يوميهيكو أوتوناشي
- دي جرايمان HALLOW - آلن والكر
- بونغو ستراي دوغز - الشرطي سوغيموتو
- أونميوجي نجم التوأم - يوتو إيجيكا
- أنا ساكاموتو - يوتو
- جاندام بيلد فايترز تراي - توشيا شيكي
- شينوبي نوبوناغا - سكيزو
- شينوبي نوبوناغا: إيسي وكانيغاساكي - سكيزو
- توكين رانبو: هانامارو - سايو سامونجي
- توكين رانبو: هانامارو: الموسم الثاني - سايو سامونجي
- بلاد الطير - محمود
- إلدلايف - تشوتا كوكونوسي
- صاحب التعاويذ الأزرق: ملك كيوتو الملوث - كارورا
- بلاك كلوفر - لاك فولتيا
- أوفرلورد - نفيريا بارياري
- سيرفامب - هيو ذا دارك آلجرنون الثالث
- ميزان نيل أدميراري - هيتاكي كوزي
- عروس الساحر - كارتافيلس
- بوبتيبيبيك - جوزيف الفتي (الحلقة 9A)
- وكالة موهيو و روجي لمباحث الغرائب - تورو موهيو
- يوغي ARC-V - هاليل
- بنانا فيش - سكيب
- سومو هينومارو - كي ميتسوهاشي
- باتيري - فوميتو ساواغوتشي
- سارازانماي - كازوكي ياساكا
- دكتور ستون - غينرو
- دكتور ستون STONE WARS - غينرو
- إيروما-كن في مدرسة الشياطين - إيروما سوزوكي
- يوري أون آيس - كينجيرو مينامي
- المحقق المليونير Balance:UNLIMITED - يويتشيرو سايتو
- باكفليب!! - ماشيرو تسوكيوكي
- وورلد تريغر - ريغينديتز
- هجوم العمالقة The Final Season - أودو
- أسوماتسو-سان - تودوماتسو الجديد
- فريق المتحرين الوسماء - مانابو سوتوين
- كاكوشيغوتو - كاكيرو كيشي
- بانانيا - تابي بانانيا
- راغنا كريمزون - كريمزون
- رجل المنشار - أكي هاياكاوا الطفل

### أنمي الإنترنت
- ديفل مان: الطفل الباكي - ريو أسوكا
- سورد غاي ذي أنيميشن - كورومارو
- باكي (2018) - غايا

### أفلام أنمي
- إمبراطورية الجثث - فرايداي
- سيرفامب Alice in the Garden - هيو ذا دارك آلجرنون الثالث
- سورد آرت أونلاين: أوردينال سكيل - ريكون/شينيتشي ناغاتا
- كود غياس: لولوش العائد للحياة - شاليو

## أدواره في ألعاب الفيديو
- ستريت فايتر V - شون ماتسودا
- أزور سترايكر غانفولت - شيدين
- هايكيو!! رابط! طلة القمة!! - شويو هيناتا
- هايكيو!! كروس تيم ماتش! - شويو هيناتا
- جاي-ستارز فيكتوري فرسس - شويو هيناتا
- مايتي نمبر.9 - بيك
- ديجيمون ستوري: سايبر سلوث - يوغو
- جينشين إمباكت - فينتي

## أدواره في الدبلجة اليابانية
- غدار: الفصل الثاني - دالتون لامبرت
- كان ياما كان - بيلفاير (أيام الطفولة)

## وصلات خارجية
- أيومو موراسي على موقع IMDb (الإنجليزية)
- أيومو موراسي على موقع ميوزك برينز (الإنجليزية)
- أيومو موراسي على موقع قاعدة بيانات الفيلم (الإنجليزية)
- أيومو موراسي على موقع كينوبويسك (الروسية)
- أيومو موراسي على موقع ANN person (الإنجليزية)